# Панин, Игорь Николаевич (футбольный судья)
Игорь Николаевич Панин (род. 1 июля 1985) — российский футбольный судья.

## Биография
В начале судейской карьеры в основном работал в качестве ассистента. С 2005 года обслуживал матчи любительских команд, а с 2008 года стал привлекаться к матчам второго дивизиона. Дебютировал на профессиональном уровне в качестве главного судьи 18 апреля 2010 года в матче команд «Волочанин-Ратмир» и «Спартак» (Кострома) (0:0), в котором показал 4 жёлтых карточки.
С 2016 года Панин стал судить матчи первенства ФНЛ и в том же году начал работать на матчах Премьер-лиги в качестве резервного судьи. Также, 22 сентября 2016 года он впервые отсудил матч 1/16 финала Кубка России между «Читой» и казанским «Рубином» (0:1).
Дебютировал в Премьер-лиге в качестве главного судьи 24 августа 2019 года в матче 7-го тура «Тамбов» — «Динамо» (Москва) (0:2), в котором показал 3 предупреждения.

## Личная жизнь
Младший брат Дмитрий (р. 1992) — также футбольный судья.